# Ana Maria Poppovic
Ana Maria Poppovic (Rosario, 22 de marzo de 1928 - São Paulo, 30 de junio de 1983) fue una destacada psicóloga y educadora argentina, con residencia en Brasil. Allí dejó de usar el apellido paterno Belotti

## Biografía
Ana Maria Poppovic llegó a Brasil, en 1934, con seis años de edad. naturalizándose brasileña, y desarrollándose en Brasil.
Se formó en pedagogía por la "Facultad de Filosofía Sedes Sapientiae", de São Paulo, y sus relaciones con la psicología se profundizaron a inicios de los años 50, al organizar y fundar la "Asociación de Padres y Amigos de Niños Excepcionales Sociedad Pestalozzi" (Associação de Pais e Amigos dos Excepcionais) de São Paulo, con el objetivo central de servicios de atención de la niñez excepcionales, en 1953.
Entre 1954 a 1957, trabajó como psicóloga en el Abrigo Social de Menores con niños abandonados.
En  1957, obtuvo el título de especialista en Psicología Clínica por la Facultad de Filosofía Sedes Sapientiae, año en que publicó sus dos primeros artículos.
Em 1958 Poppovic fue invitada por el Dr. Enzo Azzi, a la sazón director del Instituto de Psicología de la Pontificia Universidad Católica de São Paulo (IPPUC-SP), a comenzar el proyecto de instauración de la Clínica Psicológica de ese Instituto y a asumir su dirección.
En 1959, la Clínica fue inaugurada. Y pronto, se tornó en una referencia debido a su pionera acción en la atención al público. Y también se diferenció por haber sido el primer centro especializado en el diagnóstico y tratamiento de la disfunción cerebral mínima (DCM).
En 1962, con las regulaciones de la profesión de psicólogo por la Ley 4.119/62 y con la Directiva 403/62 definiéndose el currículo mínimo para cursos de esa área.  La Facultad São Bento elaboró su curso de Psicología contando con la participación de Poppovic en su organización.
En esa misma época asumió la dirección del Departamento de Psicología Aplicada de Educación del IPPUC-SP, pemaneciendo en esas funciones hasta 1971, cuando se desvincula de la Universidad. Para esa ocasión se desarrolladas por las subsecciones del Departamento de la universidad: pruebas objetivas, medidas escolares, orientación psicopedagógica, pedagogía terapéutica, gimnasia terapéutica, y terapia ocupacional.
Su tesis doctoral: "Psico-neurológicos trastornos de aprendizaje de lecto-escritura", cuya originalidad está atestiguada tanto en lo teórico y en lo metodológico, fue defendida en 1967 en la PUC-SP; y al año siguiente, se publicaría bajo el título "Alfabetización: psico-trastornos neurológicos". Su teoría original fue caracterizada por una conceptualización de marco de los trastornos psico-neurológicos.

## Algunas publicaciones
- Programa Alfa: um currículo de orientação cognitiva para as primeiras séries do 1º grau, inclusive crianças culturalmente marginalizadas visando ao processo ensino-aprendizagem. Cuadernos de Pesquisa Nº 21, junio de 1977, pp. 41-46

### Libros
- ana maria Poppovic. 1968. Alfabetização: disfunções psiconeurológicas. Editor	Vetor Ed. 269 pp.

- -------------------------, Genny Golubi de Moraes. 1966. Prontidão para a alfabetização: programa para o desenvolvimento de funções específicas - teoria e prática. Editor Vetor Ed. 53 pp.

## Honores

### Epónimos
- Premio "Ana Maria Poppovic"[5]

- Clínica Psicológica "Ana Maria Poppovic", mantenida por la Pontificia Universidad Católica de São Paulo, dirigida a los temas de psicología

- Biblioteca "Ana Maria Poppovic", mantenida por la "Fundación Carlos Chagas, orientada hacia los temas de la pedagogía

- Barrio Ana Maria Poppovic, Curitiba (enlace roto disponible en Internet Archive; véase el historial, la primera versión y la última).

- Escuela Ana Maria Poppovic (enlace roto disponible en Internet Archive; véase el historial, la primera versión y la última)., Diadema, São Paulo

- Escuela Municipal de Educación Infantil Prof Ana María Poppovic, São Paulo

- Plaza Ana Maria Poppovic, Barrio Sumaré, São Paulo

- Escuela Ana Maria Poppovic, rua Barbosa Lima Sobrinho 5, Barrio Mussurunga, Salvador, BA

- Escuela Media EMEB Ana Maria Poppovic, rua Carlos Wunderlick 100, São Bernardo do Campo, SP

- Rua Ana Maria Poppovic, São Bernardo do Campo, SP (enlace roto disponible en Internet Archive; véase el historial, la primera versión y la última).